# Automeris granulosus
Automeris granulosus är en fjärilsart som beskrevs av Conte 1906. Automeris granulosus ingår i släktet Automeris och familjen påfågelsspinnare. Inga underarter finns listade i Catalogue of Life.